# Universität für Wirtschaft und Finanzen Südwestchinas

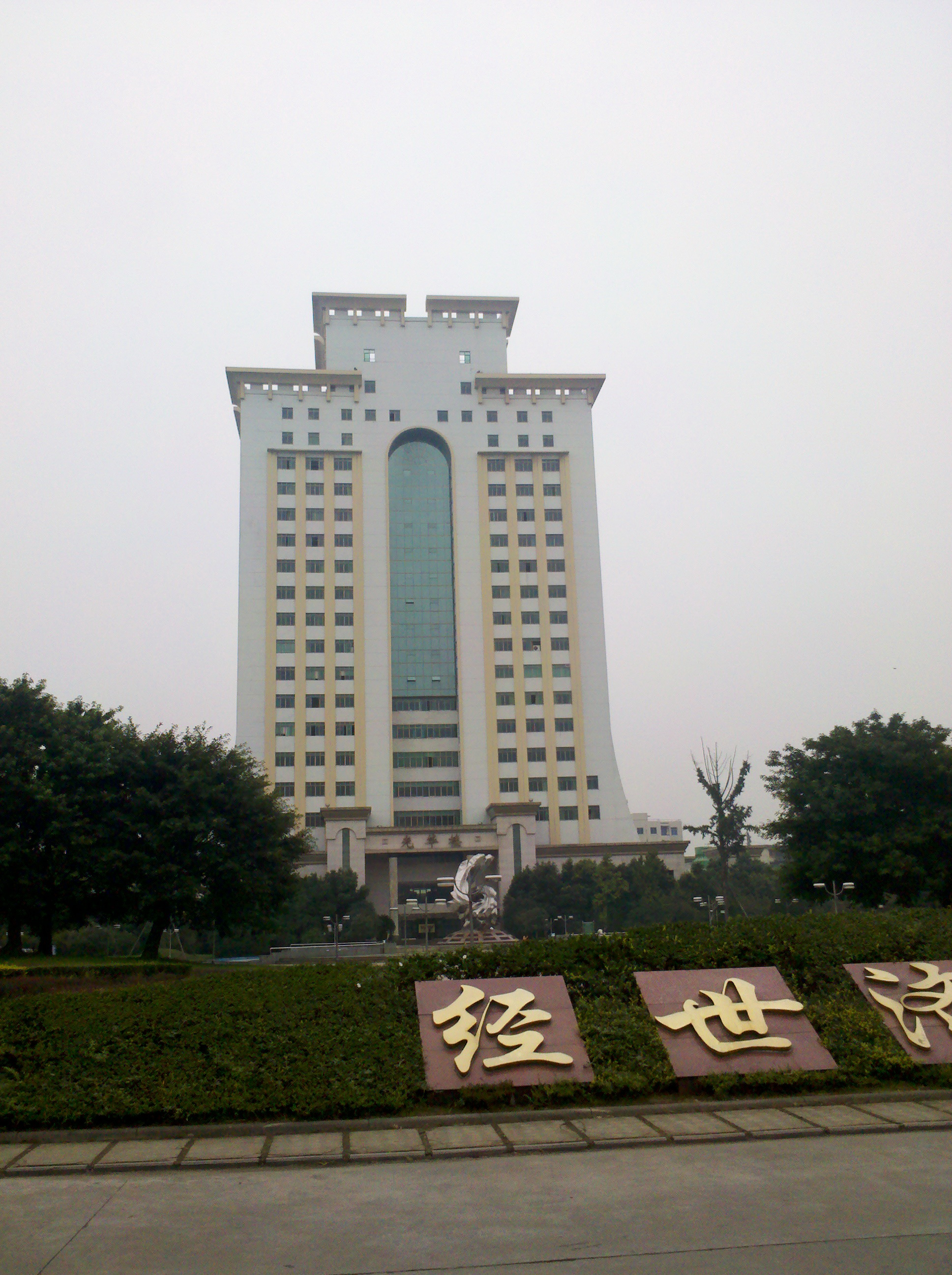
Universität für Wirtschaft und Finanzen Südwestchinas: Guanghua Gebäude

Die Universität für Wirtschaft und Finanzen Südwestchinas (chinesisch 西南财经大学, Pinyin Xīnán Cáijīng Dàxué), im Deutschen wie im Englischen auch bekannt unter der Abkürzung SWUFE (Southwestern University of Finance and Economics), ist eine Universität in der Provinzhauptstadt Chengdu, Volksrepublik China. Die Universität verfügt über zwei Standorte in der Stadt, den Guanghua-Campus im Chengduer Innenstadtbezirk Qingyang und den Liulin-Campus im Westbezirk Wenjiang. Sie wird direkt von der Zentralverwaltung des Erziehungsministeriums in Peking finanziert und arbeitet eng mit der Chinesischen Zentralbank (Chinesische Volksbank) zusammen. Im staatlichen, chinesischen Ranking wird sie sowohl als eine Projekt 211 Universität als auch als Projekt 985 – Innovative Plattform für Schlüsseldisziplinen – gelistet. Somit erfährt die SWUFE eine besondere staatliche Förderung im Rahmen der nationalen Bestrebungen, im Land weltweit führende universitäre Bildungseinrichtungen aufzubauen. In den vergangenen Jahren war die Universität unter anderem auch sehr erfolgreich bei der Zertifizierung vieler Fachbereiche. Im Dezember 2014 wurde beispielsweise der Fachbereich Betriebswirtschaftslehre, abgekürzt SBA (School of Business Administration), durch EQUIS, das European Quality Improvement System, akkreditiert.

## Geschichte

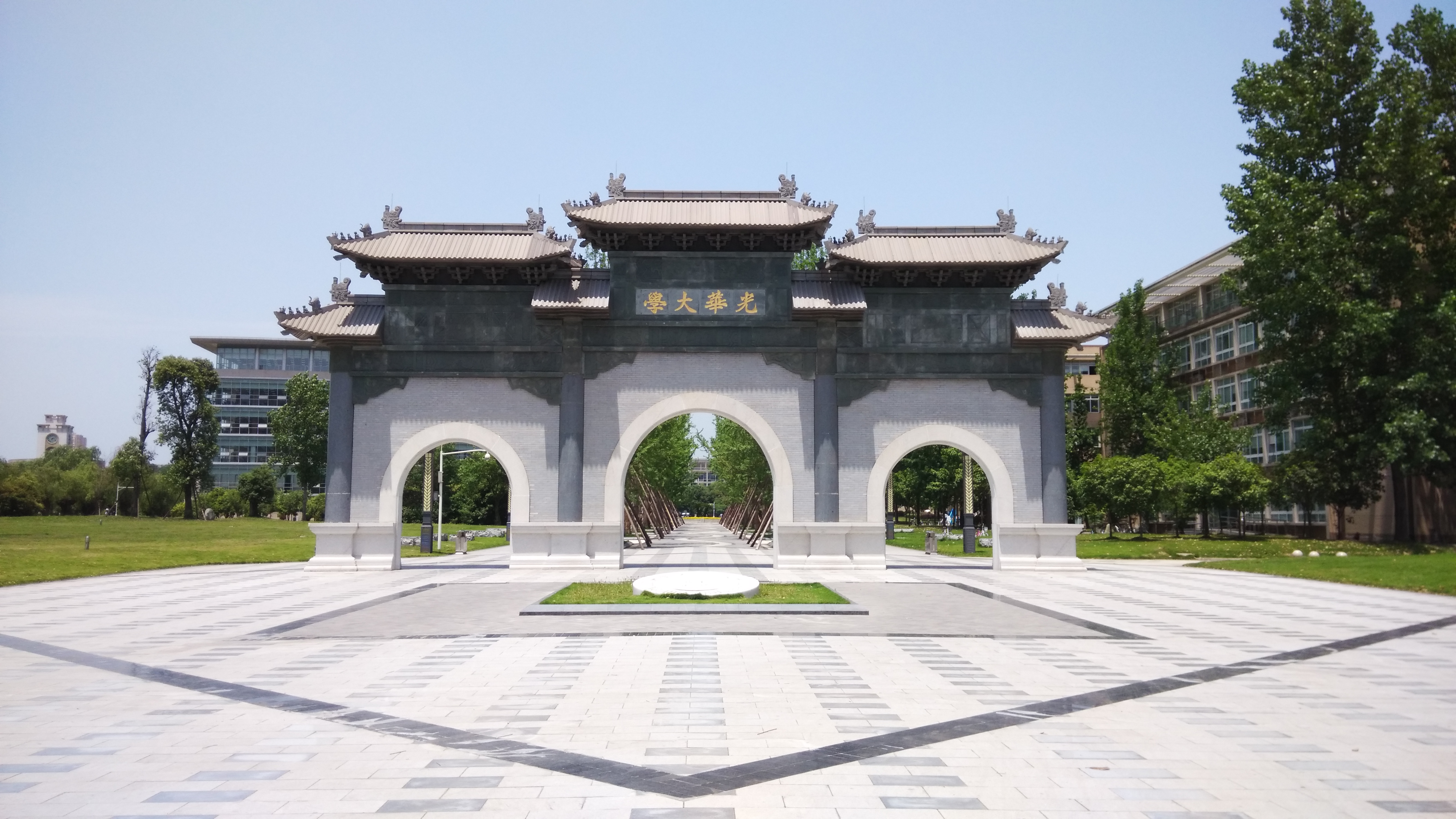
SWUFE Guanghua Gate on Liulin Campus

Die 1925 gegründete Universität für Wirtschaft und Finanzen Südwestchinas (SWUFE) hat eine sehr bewegte Entstehungsgeschichte, während der sowohl Name als auch die Schwerpunkte in Lehre und Forschung in den vergangenen Jahrzehnten mehrfach geändert wurden, bevor sie ihren heutigen Namen, Status und ihre heutige Mission erhalten hat.

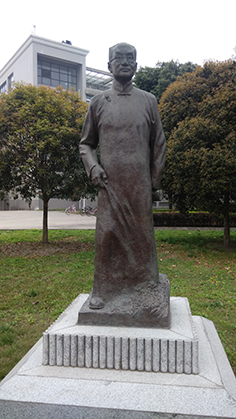
Zhang Shouyong, * 1875, † 1945, Gründer der SWUFE, auf dem Liulin Campus

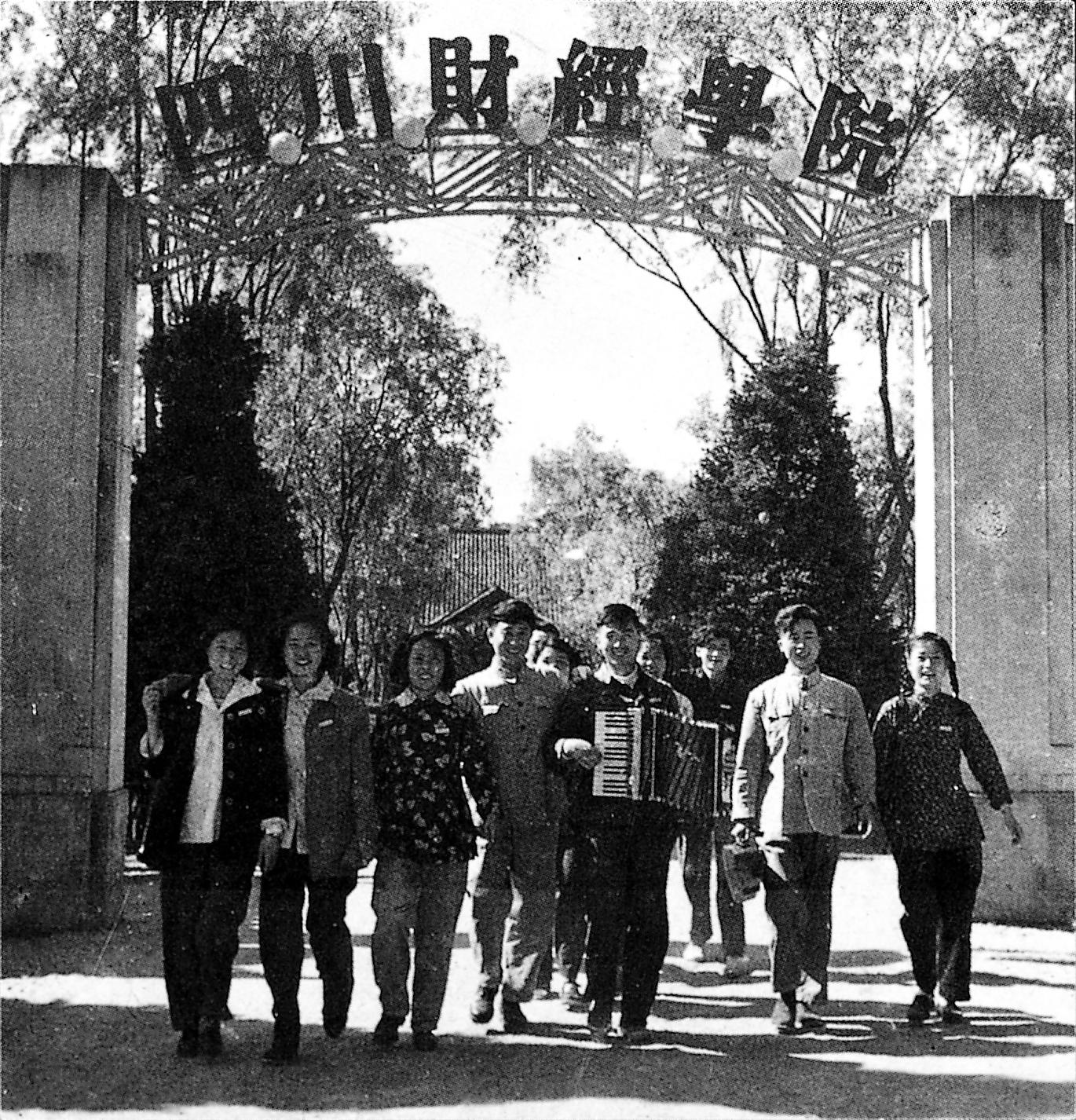
Studenten vor dem Sichuan Institut für Wirtschaft und Finanzen im Jahre 1952

Die Ursprünge der in Shanghai gegründeten Universität reichen in das Jahr 1925 zurück, als eine Gruppe von über 550 jungen Studenten und Akademikern der St. John’s Universität unter der Führung des prominenten Gelehrten Zhang Shouyong (chinesisch 张寿镛, Pinyin Zhāng Shòuyōng; * 1875, † 1945) ihre Universität im Zuge der Ereignisse der 30. Mai Bewegung verließen und eine neue Universität unter dem Namen Kwang Hua Universität (chinesisch 光华大学, Pinyin Guānghuá Dàxué) gründeten. Wie schon bei der damaligen Gründung spiegeln die ersten Jahrzehnte der Universität insgesamt die bewegten und unübersichtlichen Jahre der späten Republikzeit Chinas wider. In Folge des Einmarsches der Japaner während des Zweiten Sino-Japanischen Krieges verlegte die Kwang Hua Universität ihren Hauptsitz 1938 von Shanghai ins südwestchinesische Chengdu, wo sie noch heute ihren Standort hat.
Nach dem Zweiten Weltkrieg verlegte die Universität ihre Hauptverwaltung im Jahre 1946 zunächst nach Shanghai zurück, wodurch der Standort in Chengdu vorläufig nur als Außenstelle der Kwang Hua Universität weiterbetrieben wurde. Im selben Jahr jedoch trennte sich der Campus in Chengdu von der Mutteruniversität und setzte seine Tätigkeit als eigenständige private Ausgründung unter dem Namen Chenghua Universität fort.
1952 wurde die Chenghua Universität mit 16 Wirtschaftsfakultäten anderer benachbarter Universitäten zusammengelegt und erhielt den Namen Sichuan Institut für Wirtschaft und Finanzen. Es folgten weitere Zusammenlegungen und Umbenennungen in den Jahren 1960 und 1961 sowie eine lange Phase von Unterrichtsausfällen während der Kulturrevolution, bis der normale Unterricht 1978 unter dem Namen Sichuan Institut für Wissenschaft und Technologie wieder aufgenommen wurde. 1980 übernahm schließlich die Chinesische Volksbank die Verwaltung der Universität und gab ihr ihren heutigen Namen, Universität für Wirtschaft und Finanzen Südwestchinas, und ihre heutige fachliche Ausrichtung. 2000 gab die Chinesische Volksbank die Führung an das chinesische Bildungsministerium ab und seither untersteht die Universität direkt der Zentralregierung in Peking.
Die folgende Tabelle bietet einen kurzen Überblick über die Entstehungsgeschichte der Universität für Wirtschaft und Finanzen Südwestchinas:
| Zeitraum  | Ereignis |
| --------- | --- |
| 1925      | Ursprünglich in Shanghai unter dem Namen Kwang Hua Universität gegründet |
| 1938      | Umzug ins Landesinnere nach Sichuan, Chengdu, nach Ausbruch des Zweiten Sino-Japanischen Krieges |
| 1946      | Privatisierung und Umbenennung in Chenghua Universität |
| 1938–1953 | Umwandlung in die öffentliche Chenghua Universität und spätere Umbenennung in Sichuan Institut für Wirtschaft und Finanzen nach Zusammenschluss mit weiteren Wirtschaftsinstituten aus 16 anderen Universitäten und Fachhochschulen |
| 1960      | Gründung des Sichuan Instituts für Wissenschaft und Technologie |
| 1961      | Zusammenschluss mit dem Sichuan Institut für Wissenschaft und Technologie und anschließende Umbenennung in Chengdu Universität |
| 1978      | Wiederaufnahme des Unterrichts unter dem Namen Sichuan Institut für Wissenschaft und Technologie |
| 1980      | Übernahme der Verwaltung durch die Chinesische Volksbank, Chinas Zentralbank |
| 1985      | Umbenennung in Universität für Wirtschaft und Finanzen Südwestchinas (SWUFE) |
| 1995      | Aufnahme in das „Projekt 211“ |
| 2000      | Übernahme der Verwaltung durch das Bildungsministerium in Peking |
| 2010      | Pionier-Universität im Rahmen der nationalen Bildungsreform |
| 2011      | Aufnahme in das „Projekt 985 - Innovative Plattformen für Schlüsseldisziplinen“ |

## Institutioneller Aufbau

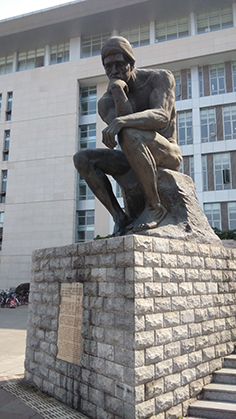
Der Poet vor der Zentralbibliothek auf dem Liulin Campus der SWUFE

An der Spitze der Universität für Wirtschaft und Finanzen Südwestchinas steht das Präsidium, das sich aktuell zusammensetzt aus dem Vorsitzenden des Universitätsrates Zhao Dewu, dem Präsidenten Zhang Zongyi und den beiden Vizevorsitzenden des Universitätsrates Ou Bing und Zeng Daorong sowie aus den fünf Vizepräsidenten Ma Xiao (Lehre), Yang Dan (Internationales), Yin Qingshuang (Forschung), Zhang Bangfu und Shi Daimin.
Die Universität für Wirtschaft und Finanzen Südwestchinas verfügt derzeit über 27 Fachbereiche mit 1.380 Vollzeitlehrkräften, die 33 Bachelorstudiengänge für ca. 22.600 Vollzeitstudenten anbieten. Des Weiteren zeichnet sich die Universität durch über 25 angesehene Forschungsinstitute, eine umfangreiche Zentralbibliothek mit über 20 Millionen Bänden auf 55.000 Quadratmetern und einen Universitätsverlag aus. Die Bibliothek stellt inzwischen das größte Dokumentationszentrum in Südwestchina im Bereich Finanzen dar.

### Fachbereiche
| - FB Finanzen - FB Ökonomie - FB Öffentliche Finanzen und Steuern - FB Rechtswissenschaft - FB Öffentliche Verwaltung - FB Humanwissenschaften - FB Versicherungswirtschaft - FB Betriebswirtschaftslehre (SBA) - FB Statistik | - FB Fremdsprachen für Wirtschaftswissenschaften - FB Marxismus - FB Fernstudium - FB Wertpapier- und Terminhandel - FB Rechnungswesen - FB Wirtschaftsinformatik - FB Internationale Wirtschaft (International Business) - FB Ökonomie und Mathematik |

### Zentralinstitute
- Institut für Auslandsstudien
- Forschungsinstitut für Ökonomie und Management (Research Institute of Economics and Management, RIEM)
- Institut für internationale Weiterbildung (College of International Education)
- Wirtschaftsinstitut Westchinas (Western Business School of China)

### Bibliothek
Die Bibliothek der Universität für Wirtschaft und Finanzen Südwestchinas wurde im Jahre 1952 gegründet. Heute befindet sie sich auf dem Liulin Campus im Chengduer Stadtbezirk Wenjiang und umfasst eine Fläche von über 50.000 Quadratmeter. Die digitale Sammlung der Bibliothek verfügt inzwischen über 2.000.000 Exemplare und sie stellt daher die größte Bibliothek Südwestchinas dar. Im Mai 2002 hat die Bibliotheksleitung ein Übersetzungszentrum dort aufgebaut, um die internationale Kommunikation zu erleichtern und um eine englischsprachige Fassung der Zeitschrift SWUFE’s The Economist aufzulegen.

### Geld- und Wertpapiermuseum
Das Geld- und Wertpapiermuseum der Universität wurde im Jahre 1998 gegründet. Das Museum befindet sich auf dem Guanghua Campus der Universität im Innenstadtbezirk Qingyang. Die Sammlung umfasst insgesamt 60.000 Einzelstücke auf 700 Quadratmetern, darunter historisch bedeutsame Währungen, Wertpapiere, Zertifikate und andere Finanzprodukte, die nicht nur die Geschichte der chinesischen Marktwirtschaft widerspiegeln, sondern auch und insbesondere auch die Periode der Planwirtschaft in der Volksrepublik China. Die Ausstellungsstücke stellen aus geschichtswissenschaftlicher Perspektive sämtlich einen unschätzbaren Wert dar. Es handelt sich um eine der ersten Ausstellungen dieser Art in der Volksrepublik China.

## Internationale Beziehungen

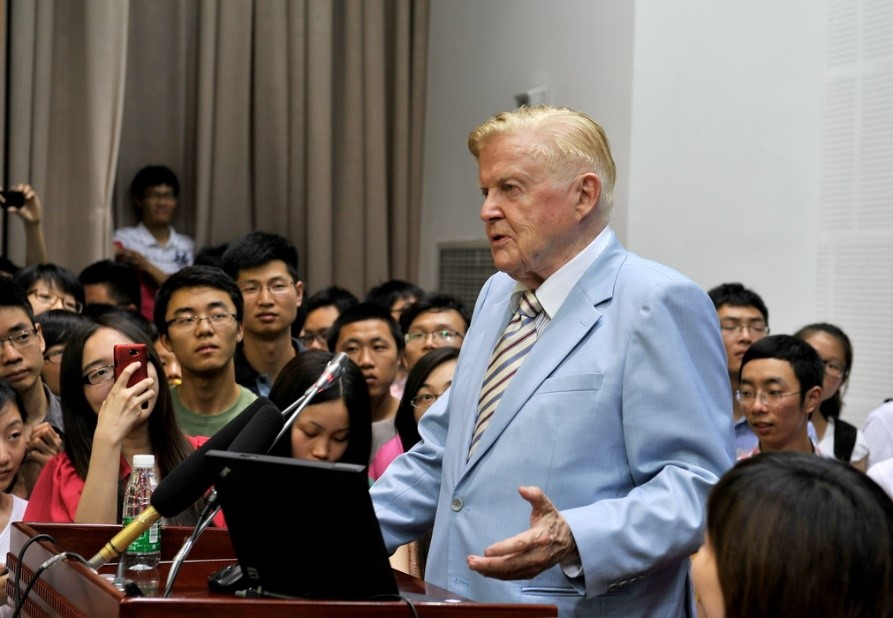
Nobelpreisträger Robert Mundell spricht an der SWUFE, 8. Juni 2013

1996 begann die SWUFE damit, Studenten aus Übersee zu immatrikulieren und im Jahre 2001 wurde sie vom Bildungsministerium in die Liste der Schlüsseluniversitäten Chinas für die Studentenausbildung aufgenommen. Derzeit stellt die SWUFE ausländischen Studenten 38 Promotionsstudiengänge, 67 Masterprogramme und 32 Bachelorprogramme bereit. Außerdem bietet die Universität zusätzlich vier vollkommen englischsprachige Bachelorprogramme und zwei ebenfalls vollkommen englischsprachige Masterprogramme an, darunter den erfolgreichen und in Südwestchina wegweisenden, 2007 gemeinsam mit der Hochschule für Wirtschaft und Recht Berlin (HWR) gegründeten, Doppelabschluss-Masterstudiengang MA CEEBS (Chinese-European Economics and Business Studies). Mehrere tausend ausländische Studenten aus mehr als 100 Ländern haben bereits Angebote der SWUFE wahrgenommen.
Die SWUFE unternahm bereits 1986 ihre ersten Internationalisierungsschritte und gehörte damit zu den ersten Universitäten des Landes, die seit Beginn der Öffnungs- und Reformperiode Außenbeziehungen zu Universitäten anderer Staaten aufnahm. Die erste internationale Partnerschaft der SWUFE begann 1986 mit der damaligen deutschen Fachhochschule für Wirtschaft Berlin (FHW), seit 2009 nach einer Fusion mit der Fachhochschule für Verwaltungsrecht Berlin (FHVR) umbenannt in Hochschule für Wirtschaft und Recht Berlin (HWR). Seither hat die SWUFE ihr internationales Partnernetzwerk auf über 150 Universitäten, Finanzinstituten und Unternehmen aus circa 40 Ländern und Regionen ausgedehnt. Partnereinrichtungen befinden sich u. a. (in alphabetischer Reihenfolge) in Australien, Brasilien, Chile, Deutschland, Frankreich, Groß Britannien, Israel, Japan, Kanada, Mazedonien, in den Niederlanden, in Österreich, Russland, Slowenien und in den USA.

## Namhafte Alumni
In folgenden sind namhafte Alumni der Universität für Wirtschaft und Finanzen Südwestchinas in alphabetischer Reihenfolge aufgelistet:
- Jiang Chaoliang (Gouverneur der Provinz Jilin, ehemaliger Vorsitzender der Agricultural Bank of China)
- Li Ruogu (Ehemaliger Vorsitzender und Präsident der Exim Bank of China)
- Liu Jiayi (Generalinspekteur des Nationalen Rechnungsprüfungsbüros der Volksrepublik China)
- Ma Weihua (Präsident der China Merchants Bank)
- Shang Fulin (Vorsitzender der obersten Bankenregulierungskommission der Volksrepublik China)
- Tang Xu (Chef der Forschungsabteilung der Chinesischen Volksbank, Generalsekretär der Chinesischen Gesellschaft für das Finanz- und Bankenwesen, Direktor des Anti-Geldwäsche-Büros)
- Wei Hong (Ehemaliger Gouverneur der Provinz Sichuan)